# بخش پورتیج (شهرستان هنکوک، اوهایو)
بخش پورتیج (به انگلیسی: Portage Township) یک منطقهٔ مسکونی در ایالات متحده آمریکا است که در شهرستان هنکاک، اوهایو واقع شده‌است.
 بخش پورتیج ۶۲٫۵۰ کیلومتر مربع مساحت و ۶۹۲ نفر جمعیت دارد و ۲۳۱ متر بالاتر از سطح دریا واقع شده‌است.